# 长白山神庙
长白山神庙，又称宝马城遗址，位于中国吉林省延边朝鲜族自治州安图县二道白河镇西北的高敞台地上，是一处金代（1115-1234年）皇家祭祀长白山的重大考古遗址。该遗址是中原地区以外首次发现的国家级山岳祭祀遗存。2019年，长白山神庙遗址被列入国务院第八批全国重点文物保护单位，2023年入选国家考古遗址公园名单。